# Luigi Nazari
Luigi Nazari (Legnano, 16 novembre 1911 – Legnano, 9 settembre 1982) è stato un militare e aviatore italiano, particolarmente distintosi nel corso della guerra di Spagna e nella seconda guerra mondiale, fu decorato con due Medaglie d'argento e una Croce di guerra al valor militare.

## Biografia

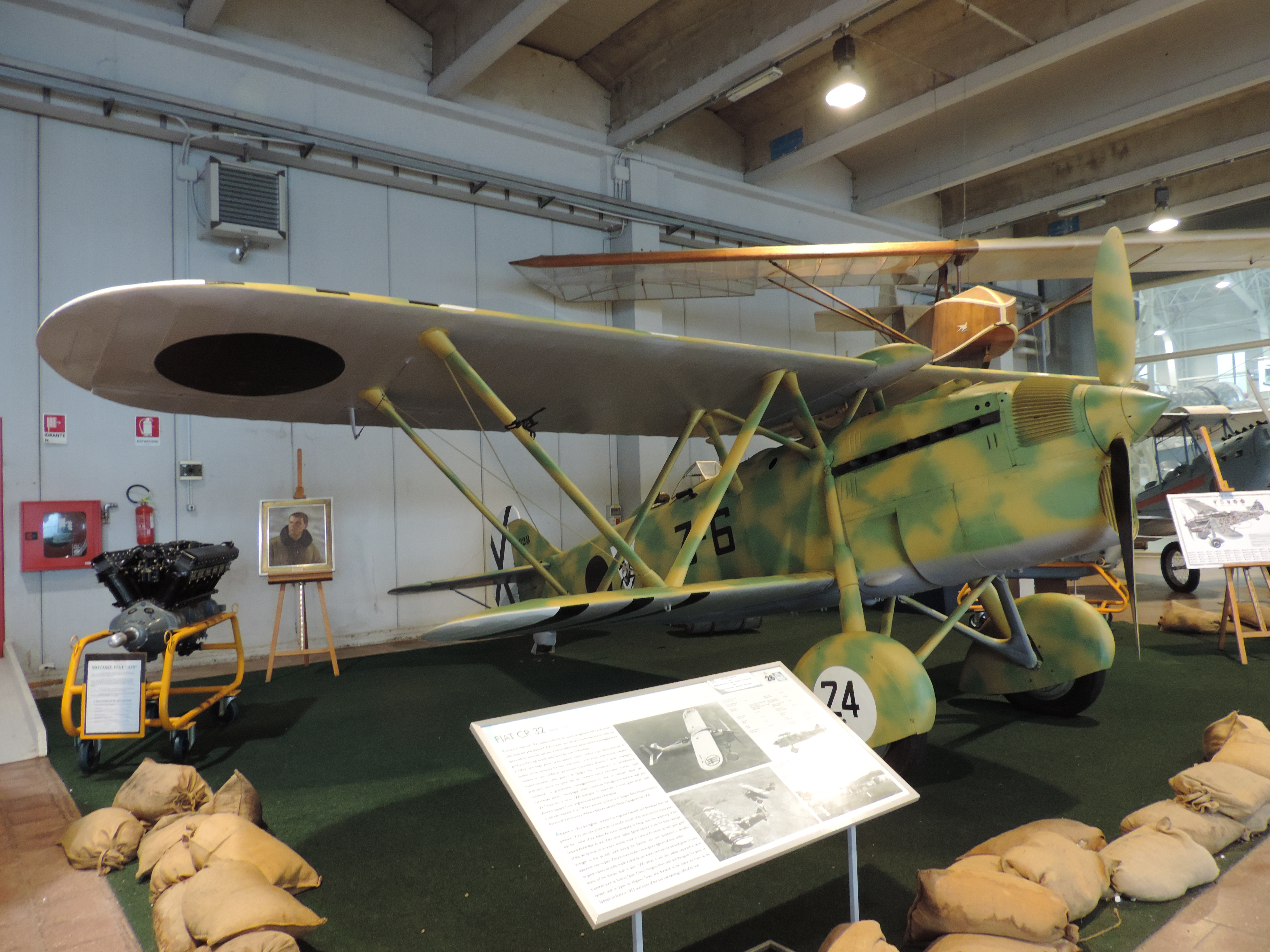
Un caccia Fiat C.R.32 dell'Aviazione Legionaria esposto presso il Museo storico dell'Aeronautica Militare.

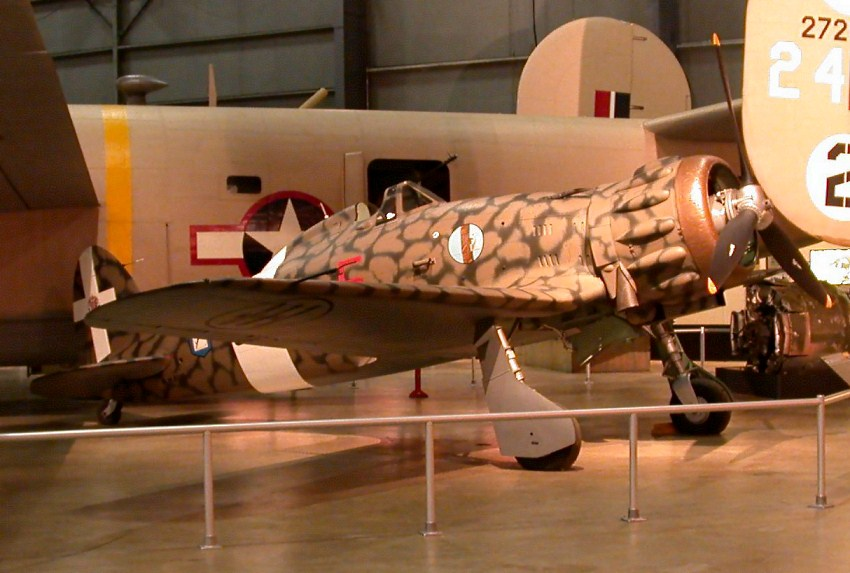
Un caccia Aermacchi C.200 Saetta della 372ª Squadriglia esposto presso il National Museum of the United States Air Force di Dayton (Ohio).

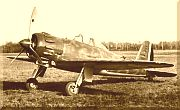
Un caccia Fabrizi F.5 della 300ª Squadriglia Caccia Notturna assegnata alla difesa aerea di Roma.

Nacque a Legnano il 16 novembre 1911. Arruolatosi nella Regia Aeronautica conseguì il brevetto di pilota il 30 settembre 1930, e quello di pilota militare il 12 novembre dello stesso anno. Fu subito assegnato alla ª Scuola allenamento della Scuola Caccia di Aviano, alle dipendenze del 1º Stormo Caccia Terrestre di Campoformido.
Il 12 gennaio 1931 viene assegnato alla 79ª Squadriglia di Campoformido, allora al comando del capitano Giorgi, dove rimane sino al 19 settembre dello stesso anno. Nel 1934 è posto in congedo per motivi familiari, e il 16 settembre di quell'anno fu uno dei protagonisti del lanciò, effettuato in circa 10 minuti, dal Gruppo di volo a vela “Tommaso Dal Molin” dalla vetta del Campo dei Fiori a Varese, di nove alianti anfibi: il “Roma” ed otto “Anfibio Varese”, che ammararono sull'idroscalo della Schiranna.
Rientrato in servizio attivo nel 1935 presso l'85ª Squadriglia, 18º Gruppo, 3º Stormo Caccia Terrestre di stanza a Bresso, dal gennaio 1936 passa alla 150ª Squadriglia, 2º Gruppo, 6º Stormo Caccia Terrestre di base dapprima a Campoformido, e poi a Udine, volando insieme al capitano Pietro Scapinelli di Leguigno, e a partire dal 29 settembre con il tenente Adriano Mantelli.
Dal 20 gennaio 1938 il suo reparto viene trasferito sull'aeroporto di Rimini, con la 150ª Squadriglia, comandata da Francesco Tessari. Il 2 aprile parte per la guerra di Spagna, assegnato alla 32ª Squadriglia del VI Gruppo Caccia Terrestre dell'Aviazione Legionaria, comandata da Tito Falconi. Rientra in Italia il 25 agosto, decorato con una medaglia d'argento al valor militare.
Il 23 novembre è assegnato alla 364ª Squadriglia, 150º Gruppo, 53º Stormo Caccia terrestre di stanza sull'aeroporto di Torino-Caselle, e ed il 17 novembre 1939 viene inviato alla Scuola Bombardamento di base sull'aeroporto della Malpensa.
Il 26 aprile 1940 viene assegnato alla 151ª Squadriglia, 2º Gruppo, 6º Stormo Caccia Terrestre di base a Rimini, comandata dal capitano Fiacchino, mentre il comandante di gruppo era il maggiore Giuseppe Baylon. In vista dell'inizio delle operazioni contro la Francia e la Gran Bretagna, il 1 giugno 1940 il 2º Gruppo è trasferito in Puglia, sull'aeroporto di Grottaglie, con la squadriglia dotata dei caccia Fiat C.R.32Quater ed assegnata alla difesa della base navale di Taranto. Nel mese di agosto la squadriglia riceve i monoplani Fiat G.50 Freccia e il 18 novembre la sua unità si trasferisce sull'aeroporto di Valona, in Albania, per partecipare alle operazioni aeree sulla Grecia. Il 26 novembre parte del personale della squadriglia ebbe l'ordine di rientrare in Italia. Il 12 dicembre la ricostituita 151ª Squadriglia parte per l'Africa Settentrionale Italiana al fine di consegnare del caccia Fiat C.R.42 Falco, arrivando via Pantelleria, a Castelbenito il 20 dello stesso mese.  Partecipa alle operazioni belliche durante l'invasione italiana dell'Egitto, e alla successiva controffensiva inglese Operazione Compass. Rientra in Italia a bordo del transatlantico Conte Rosso imbarcandosi a Tripoli e sbarcando poi a Napoli, per arrivare a Grottaglie il 22 gennaio.
A partire dal 5 febbraio 1941 viene trasferito alla 372ª Squadriglia di Brindisi, allora agli ordini del capitano Farina, equipaggiata con i monoplani Aermacchi C.200 Saetta e ritorna a combattere sul fronte greco. L'8 luglio 1941 viene assegnato alla 385ª Squadriglia di stanza sull'aeroporto di Sarzana, al comando del capitano Fiacchino, dotata dei caccia Fiat C.R.42 Falco, assegnata alla la protezione e alla difesa della piazzaforte marittima della base navale di La Spezia. Per malattia contratta in servizio il 22 ottobre successivo è assegnato alla 300ª Squadriglia Caccia Notturna dotata dei caccia Fabrizi F.5, e il 2 dicembre passa, in qualità di istruttore, alla Scuola di pilotaggio di 2° periodo ed addestramento Caccia Terrestre, 2º Reparto Volo, a Castiglione del Lago dove rimane sino all'armistizio dell'8 settembre 1943. In risposta all'appello lanciato dal colonnello Ernesto Botto aderì alla Repubblica Sociale Italiana, entrando in servizio nell'Aeronautica Nazionale Repubblicana. Collaudatore presso la Breda di Bresso, il 4 giugno 1944 fu trasferito in servizio presso il Reparto Aero Collegamenti del Sottosegretariato dell'Aeronautica. Su incarico del generale Arrigo Tessari si reca a Monaco di Baviera per trasferire in Italia del velivoli requisiti dai tedeschi e che giacevano lì abbandonati, decollato da Monaco con uno di questi in volo perde parte del rivestimento delle ali e deve rientrare in emergenza sull'aeroporto dopo essere riuscito a sbloccare il carrello di atterraggio che non voleva uscire.
Effettuò il suo ultimo volo come pilota militare l'8 agosto dello stesso anno volando su un caccia Aermacchi C.202 Folgore a Bresso. L'ultimo velivolo che cerca di ritirare a Bresso per portarlo ai reparti viene incendiato a terra dai Republic P-47 Thunderbolt il 24 dicembre. Dopo la fine della guerra non rientrò in servizio nell'Aeronautica Militare ma continuò a volare con un velivolo Bücker dall'aeroporto di Locarno. Si spense a Legnano il 3 settembre 1982.

### Annotazioni
1. ↑  Ecco i piloti elencati in ordine di lancio: Plinio Rovesti, Giuseppe Burei, Mario Putato, Siro Casale, Giuseppe Negri, Carlo Poggi, Luigi Nazari, Giorgio Mermet e Tino Gada.

### Fonti
1. 1 2 3 4 5 6 7 8  Nazari 2019, p. 10.
2. 1 2 3 4 5 6 7 8  Asso4stormo.
3. ↑  Legnano News.
4. 1 2 3 4 5  Nazari 2019, p. 13.